# Чавдар Манолчев
Чавдар Ангелов Манолчев е български офицер, контраадмирал (генерал-майор).

## Биография
Роден е на 25 май 1925 г. в първомайското село Леново. Участва в съпротивителното движение през Втората световна война. След Деветосептемврийския преврат взема участие в първата на фаза на българското участие във Втората световна война. На 1 септември 1945 г. постъпва във Висшето военноморско училище във Варна. Завършва на 7 септември 1950 г. и е назначен за щурман на дивизион. След 3 години е назначен за командир на базов тралчик. Бил е старши помощник в дивизион подводни лодки. По-късно служи във Военноморска база Бургас. През 1961 г. завършва академия в Санкт Петербург. От 1965 г. е командир на Военноморска база-Бургас. На 15 октомври 1968 г. е назначен за заместник-командващ Военноморския флот с длъжност „контраадмирал“. От октомври 1972 г. работи във Военноморското училище във Варна. Излиза в запаса на 9 декември 1975 г. След като излиза в запас продължава работата си във флота. По-късно е представител на България в Дунавската комисия. Носител е на орден „Народна република България“ – III степен.

## Военни звания
- лейтенант (7 септември 1950)
- Контраадмирал (15 октомври 1968)